# David Anders
David Anders né David Anders Holt le 11 mars 1981  est un acteur américain né à Grants Pass.
Il est surtout connu du grand public pour ses rôles de Julian Sark dans Alias,
d'Adam Monroe dans Heroes et de Blaine DeBeers dans iZombie.

## Biographie
Il est né dans l'Oregon. Ses parents sont  Dr Tony et Jeri Holt. Il a deux frères Jason et Arik, et une sœur Maili.
Anders commença à jouer dans des petites pièces de théâtre comme Jesus Christ Superstar et My Fair Lady.
Après avoir débarqué à Los Angeles, il trouve un rôle, celui de Julian Sark (« M.Sark ») dans la série télévisée Alias (2001-2006), qui le rend célèbre. En 2007, il enchaîne avec un rôle dans la deuxième saison de Heroes :  il interprète alors Adam Monroe, un personnage qui a la possibilité de se régénérer.
D'autres rôles suivront : 
- En 2009, il joue aux côtés de Kiefer Sutherland dans la saison 8 de la série 24 heures chrono.
- De 2010 à 2011 / 2014 / 2017, il joue dans la série Vampire Diaries.
- De 2011 à 2016, il joue dans la nouvelle série Once Upon a Time aux côtés de Jennifer Morrison, Ginnifer Goodwin, Joshua Dallas et Lana Parrilla. Il joue le rôle du Docteur Whale/Dr Frankenstein qui travaille dans l'hôpital où se trouve le Prince Charmant, ce dernier étant dans le coma.
- De 2015 à 2019, il fait partie de la distribution principale de la série fantastique iZombie, où il incarne l'antagoniste Blaine DeBeers.

Il est en couple avec Devin Kelley. Cette dernière l'ayant confirmé sur sa page Instagram du 22 août 2018.

## Filmographie

### Cinéma
- 2002 : The Source : Booji
- 2005 : Circadian Rhythm : Garisson
- 2006 : Peacoock : M. Sark
- 2006 : Left in Darkness : Donovan
- 2007 : ELI : Eli
- 2009 : Bleu d'enfer 2 : Carlton
- 2009 : The Revenants : Bart Gregory
- 2012 : Children of the corn : Burt
- 2024 : A Christmas in New Hope : Buddy Stevens

### Télévision
- 2001 : Totalement jumelles (So Little Time) (saison 1, épisode 12) : Lycéen
- 2001-2006 : Alias (récurrent saisons 1 à 5 - 56 épisodes) : Julian Sark
- 2004 : Player$ (saison 2, épisode 15) : Mr. Sark
- 2004 : Les Experts (saison 5, épisode 4) : Travis Watson
- 2005 : Charmed (saison 7, épisode 15) : Le Comte Roger
- 2005 : Les Experts : Miami (saison 4, épisode 7) : Brian Miller
- 2005 : Les Experts (saison 5, épisode 4) : Travis
- 2006 : Deadwood (saison 3, épisode 11) : Infantryman
- 2007 : Grey's Anatomy (saison 3, Épisodes 22-23) : Jim (Le mari de Lisa)
- 2007-2010 : Heroes (principal saison 2, récurrent saison 3 et invité saison 4 - 15 épisodes) : Takezo Kensei/Adam Monroe
- 2009 : Lie to Me (saison 1, épisode 2) : Sgt Scott Emerson
- 2009 : Children of the Corn (téléfilm) : Burton Stanton
- 2010 : 24 heures chrono (saison 8, 6 épisodes) : Josef Bazhaev
- 2010 : Warehouse 13 (saison 2, épisode 10) : Jonah Raitt
- 2010 : Undercovers (saison 1, épisode 7) : Matthew Hunt
- 2010-2011 / 2014 / 2017 : Vampire Diaries (récurrent saisons 1, 2, 5 et 8 - 11 épisodes) : John Gilbert
- 2011-2016 : Once Upon a Time (récurrent saisons 1, 2, 3, 5 et 6 - 15 épisodes) : Docteur Whale/Docteur Frankenstein
- 2012 : Dr House (saison 8, épisode 11) : Bill Koppelman
- 2013 : Arrow (saison 1, épisode 13) : Cyrus Vanch
- 2013 : Esprits criminels (saison 9, épisode 4) : Anton Harris
- 2013 : La Diva du divan (saison 3, 8 épisodes) : Troy Cutler
- 2015 : Stalker (saison 1, épisode 19) : Darren
- 2015 - 2019 : iZombie (principal saison 1 à 5): Blaine DeBeers
- 2016 : Comedy Bang ! Bang ! (saison 5, épisode 11) : Loki
- 2020 : The Magicians (saison 5, épisode 4) : Visigoth Overlord Terrence
- 2020 : Roswell, New Mexico (saison 2, épisode 6) : Travis/Trevor
- 2022 : Magnum (saison 4, épisode 20) : Ray Nasano

## Théâtre

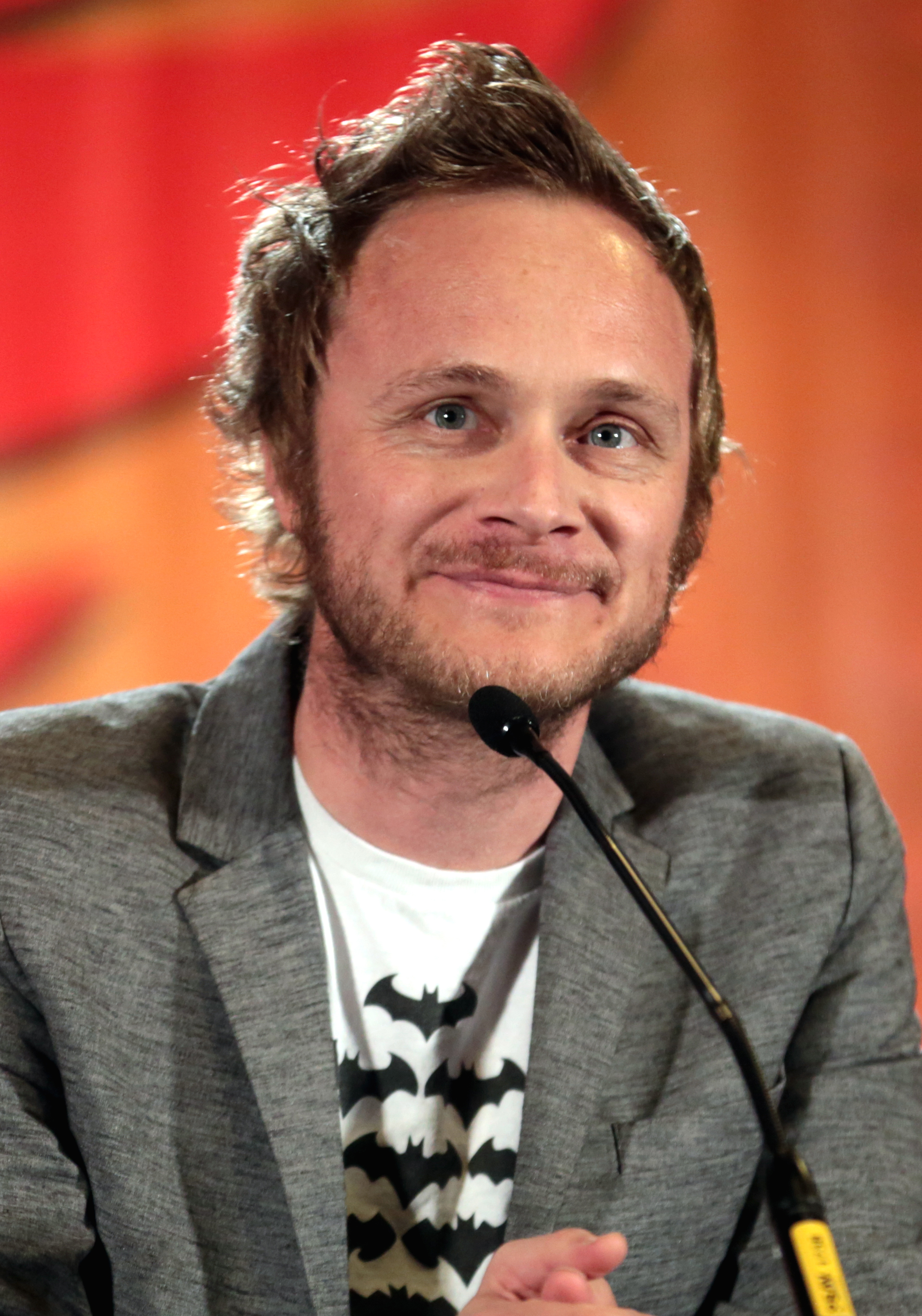
David Anders au Comic-Con de Phoenix (Arizona) en 2017.

### ÀBroadway
- Rockne
- The Diary of Anne Frank
- Once in a Lifetime
- 3 Male Models Named Mike
- My Fair Lady
- Jesus Christ Superstar
- Lovely Afternoon
- A Christmas to Remember
- Our Town

### Off-Broadway
- 2005 : Beautiful

## Voix françaises
En France, Denis Laustriat, (dans 6 séries télévisées) et Vincent Ropion,, (dans 5 séries télévisées) sont les voix françaises régulières de David Anders. Il y a Damien Boisseau qui l'a doublé à deux occasions.